# طول يك (مازو)
طول یك (بالفارسية: طول یک) هي قرية تقع في قسم مازو الريفي، بمقاطعة أنديمشك التابعة لمحافظة خوزستان، إيران.